# Sekundærrute 471
Sekundærrute 471 er en rutenummereret landevej i Midtjylland.
Ruten følger Trehøjevej fra rute 467 vest for Vildbjerg forbi Vildbjerg til rute 18 nord for Herning.
Rute 471 har en længde på ca. 13 km.